# كفر العكل
قرية كفر العكل هي إحدى القرى التابعة لمركز ديرب نجم في محافظة الشرقية في جمهورية مصر العربية. حسب إحصاءات سنة 2006، بلغ إجمالي السكان في كفر العكل 7804 نسمة، منهم 4040 رجل و3764 امرأة.